# Regiment de cavalleria Pere de Bricfeus
El Regiment de cavalleria Pere de Bricfeus, també conegut com a Brichfeus o Brigfeus, fou una unitat militar de l'Exèrcit Regular de Catalunya durant la Guerra de Successió. Tot i ser teòricament un regiment de cavalleria, mai va disposar de tots els efectius i l'habitual manca de cavalls va fer que sovint actués com un regiment de fusellers de muntanya.

## Història
S'explica que fou a causa de les visions d'un ermità de Sant Llorenç de Munt que Pere Bricfeus va decidir participar en el conflicte. Aconseguint una patent de coronel de cavalleria de la Generalitat, Bricfeus va afanyar-se a reclutar homes per a fer el regiment. Tot i tenir greus mancances: mai va ser un regiment complet, no disposava d'uniformes i sovint tampoc de cavalls... de seguida es va posar al servei del Marquès del Poal a finals d'agost de 1713 amb 40 soldats muntats.
El març de 1714 va Bricfeus va dirigir un atac fins a l'entorn de Martorell. Posteriorment també participaria en la batalla de Manresa, la de Mura i la d'Esparraguera.
Durant l'intent de trencar el cordó de Barcelona des de fora, el regiment de Bricfeus tindria un paper destacat a la batalla de Talamanca, aconseguint la victòria i on, durant l'atac, Pere Bricfeus perdria el seu propi cavall. Però l'ofensiva seria finalment frenada al Baix Llobregat.
Després d'aquesta operació el regiment es tornaria a unir a les forces del Marquès del Poal i encara realitzarien un últim atac a Manresa el 4 de setembre.
Finalment, junt amb tot l'exèrcit català de l'exterior, el regiment de Pere de Bricfeus va capitular el 18 de setembre de 1714.